# アン・シャイバー
アン・シャイバー(Anne Scheiber、1893年10月1日 - 1995年1月9日)はアメリカの女性実業家で死後に資産を寄付した慈善家。彼女は型破りな方法で富を築いたことで知られている。『アン・シェイバー』表記もある。

## 生涯
アン・シャイバーは無名で、非社交的、そして極めて倹約家なニューヨークの女性であった。彼女はIRS(アメリカ合衆国内国歳入庁)で監査人として働き、IRSを1944年に退職した。彼女は$4,000以上の年収を稼いだことは無く、また、模範社員であったにもかかわらず、昇進することは一度もなかった。これは、当時一般であった女性労働者に対しての差別をおそらく反映したものである。また、アメリカ政府を含むアメリカの上級機関において20世紀中頃に特有であった半ユダヤ主義を反映するものでもあるだろう。差別にもかかわらず50年の引退生活において極めて優秀な業績を残した投資家、そして死後、サプライズ的に女性教育への支援を行った慈善家としてシャイバーの生涯は皆の注目するところとなった。
シャイバーは1893年10月1日にニューヨーク、ブルックリンで生まれ、1995年1月9日に101歳でその生涯を閉じた。彼女には9人の兄弟がいたが、数人の家族、友人とだけ親しかったようであり、結婚することはなかった。彼女の父は彼女が幼い頃に亡くなり、彼女は母によって育てられた。そのため、10代の頃から生活費を稼ぐために働き始めた。幼少期の苦労にもかかわらず、シャイバーは大学とロースクールを卒業し、監査人としてIRSで働くことを選んだ。彼女の知人として知られているのは彼女の弁護士であったベン・クラークと、メリルリンチの株式ブローカーで彼女を担当したウィリアム・フェイのみであった。
若い頃、1930年代にシャイバーは金融仲介機関にまつわる一連の酷い経験があり、彼女が最終的にIRSでの監査人としての仕事を1940年中頃に退職した時には$5,000の貯金と$3,100の年金があるのみだった。質疎なニューヨークのアパートメントに住みながら、彼女は退職後の50年間を市場の研究と富の蓄積に費やした。賢明な投資、株式の購入、貯蓄を続けることにより、シャイバーは死ぬまでに$2,200万の純資産を築きあげた。莫大な富を持っているにもかかわらず、彼女は倹約と風変わりなことで評判だった。株主集会で食べ物を持ち帰り、その後の3日間をその食べ物で過ごしたというエピソードがある。最期の時、彼女は1944年に住んでいたのと同じアパートに住み、同じ服を着ていた。1995年に101歳で亡くなった後、彼女はその財産をYeshiva University’s Stern College for WomenとAlbert Einstein School of Medicineにおける女性のための奨学金の設立のために寄付した。この寄付は若い女性が、シャイバーが働いている時に耐えた差別を克服することが出来るようにとの意図を持ってのことだった。彼女の寄付に大勢の人は衝撃を受け、驚いた。寄付の金額だけではなく、寄付を受けた機関とは無関係の、事実上無名の寄付者からだったからである。
生涯を通して築き上げたシャイバーの投資戦略は最近では「バイアンドホールド」として知られる投資哲学の最初の例として知られるようになった。彼女は抜け目なく市場を研究した。おそらくは税の監査人として働いた経験から来るものだが、彼女の投資は税効率の良い投資戦略を長期成長が見込める企業に適用した良い例である。生涯に渡り投資対象をほとんど売らず、キャピタルゲイン課税を避けた。死期に全財産をYeshiva Universityに寄贈するにあたっては、彼女は配当とささやかな年金に対しての税の支払いを除いて、彼女の以前の雇用者に対してはほとんど税を支払わないことを確かなものにしている。この多額の寄付という偉業によって、彼女は偉大な20世紀の株式投資家の1人として、そして女性の教育機会を支援した著名慈善家として考えられている。 David Gonzalezによる「ABOUT NEW YORK;A Quiet Auditor Leaves Yeshiva a Fortune」が1995年12月2日にNew York Timesの記事となり、同時期にPeople Magazineにおいても彼女の生涯が記事となった。
遺言執行人Benjamin Clarkによれば、シャイバーの投資スキルは誇張されてきた。1936年の納税申告書によれば、$900の配当金収入があり、これは退職の数年前に彼女がある程度大きなポートフォリオを持っていたことを示している。1936年の平均配当利回りで計算すると、彼女の1936年のポートフォリオは約$21,000であったであろう。$21,000を複利でほぼ60年間運用して$2,200万となったことは、彼女のパフォーマンスはS&P500よりも少し良い程度であったことを示している。